# 劉明軒
劉明軒（1977年9月16日—）是前香港有線電視女藝人、主播、主持及司儀。2005年初入行，畢業於美國南加州大學財務學系，曾於聖保祿學校就讀。 她家中養了三隻狗。

## 外部連結
- 劉明軒的Instagram帳戶